# Red Desert (Wyoming)
Koordinaten: 41° 39′ 48″ N, 108° 7′ 28″ W

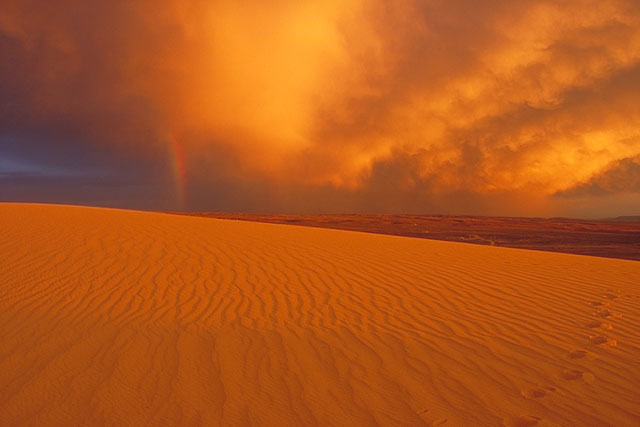
Killpecker Sand Dunes in der Red Desert

Die Red Desert (rote Wüste) ist eine hochgelegene Halbwüsten- und Wüstengegend im Wyomingbecken, einer Steppenlandschaft im US-Bundesstaat Wyoming.
Zu den landschaftlichen Besonderheiten der Red Desert gehören im Osten das Great Divide Basin, ein endorheisches (abflussloses) Becken auf der kontinentalen Wasserscheide, und im Westen die Killpecker Sand Dunes, eines der größten Dünensysteme in den USA.
Im 19. Jahrhundert überquerten die Siedlerrouten Oregon, California und Mormon Trail die kontinentale Wasserscheide am South Pass nördlich der Roten Wüste. Heute durchquert die stark befahrene Interstate 80 die Rote Wüste.
Auf den ersten Blick scheint die weitgehend trockene, karge Landschaft der Roten Wüste ein unwahrscheinlicher Standort für etwa 350 Wildtierarten und mehr als 1.000 Pflanzenarten zu sein. Hier leben 40.000 bis 50.000 Gabelböcke, die größte zusammenhängende Herde in den USA, Maultierhirsche und die weltweit größte Wapitiherde. Zahlreiche weitere Tierarten, etwa Kojoten, Pumas und Präriehunde, auch Wildpferde, sind in der Red Desert anzutreffen.
In der Red Desert werden Erdöl und Erdgas gefördert. Daneben werden Vorkommen weiterer Bodenschätze ausgebeutet, darunter Uran.

## Geographie
Mit einer Fläche von ungefähr 24.100 Quadratkilometern ist die rote Wüste etwas größer als Mecklenburg-Vorpommern. Sie liegt im zentralen Süden Wyomings hauptsächlich in den Countys Sweetwater und Carbon County. Im Süden liegt ein kleiner Teil der Red Desert im Bundesstaat Utah, ein weiterer, etwas größerer in Colorado; hier reicht sie bis an das Dinosaur National Monument heran. Auf der östlichen Grenze der Red Desert liegt Rawlins, westlich geht sie bis über Rock Springs hinaus; die Grenze im Westen bildet das Tal des Green River. Die nördliche Grenze ist in etwa das Tal des Sweetwater River. Allerdings sind die Grenzen der Red Desert nicht exakt definiert und variieren je nach Quelle.
Die Red Desert wird von Ost nach West von der Interstate 80 durchquert, an der Rawlins, Wamsutter und Rock Springs liegen. Parallel dazu verläuft die Eisenbahnstrecke, die in den 1860er Jahren als erste transkontinentale Eisenbahn gebaut wurde. Nördlich des Gebiets liegt der South Pass.

## Geschichte
Paläoindianer lebten bereits vor 12.000 Jahren in dem Gebiet der Red Desert. Mitte des 19. Jahrhunderts kamen die ersten weißen Siedler auf dem Oregon, Mormon oder California Trail über den South Pass nördlich des Gebiets.
In den 1860er Jahren verlief der Overland Trail, eine Alternative zu den genannten Siedlerrouten, durch die Red Desert. 1868 wurde die First Transcontinental Railroad entlang dieser Route gebaut. Später folgten große Straßen wie der Lincoln Highway dem gleichen Weg. Heute ist die Interstate 80 eine vielbefahrene Ost-West-Verbindung durch die Red Desert.